# Eisenbahnunfall von Oyashirazu

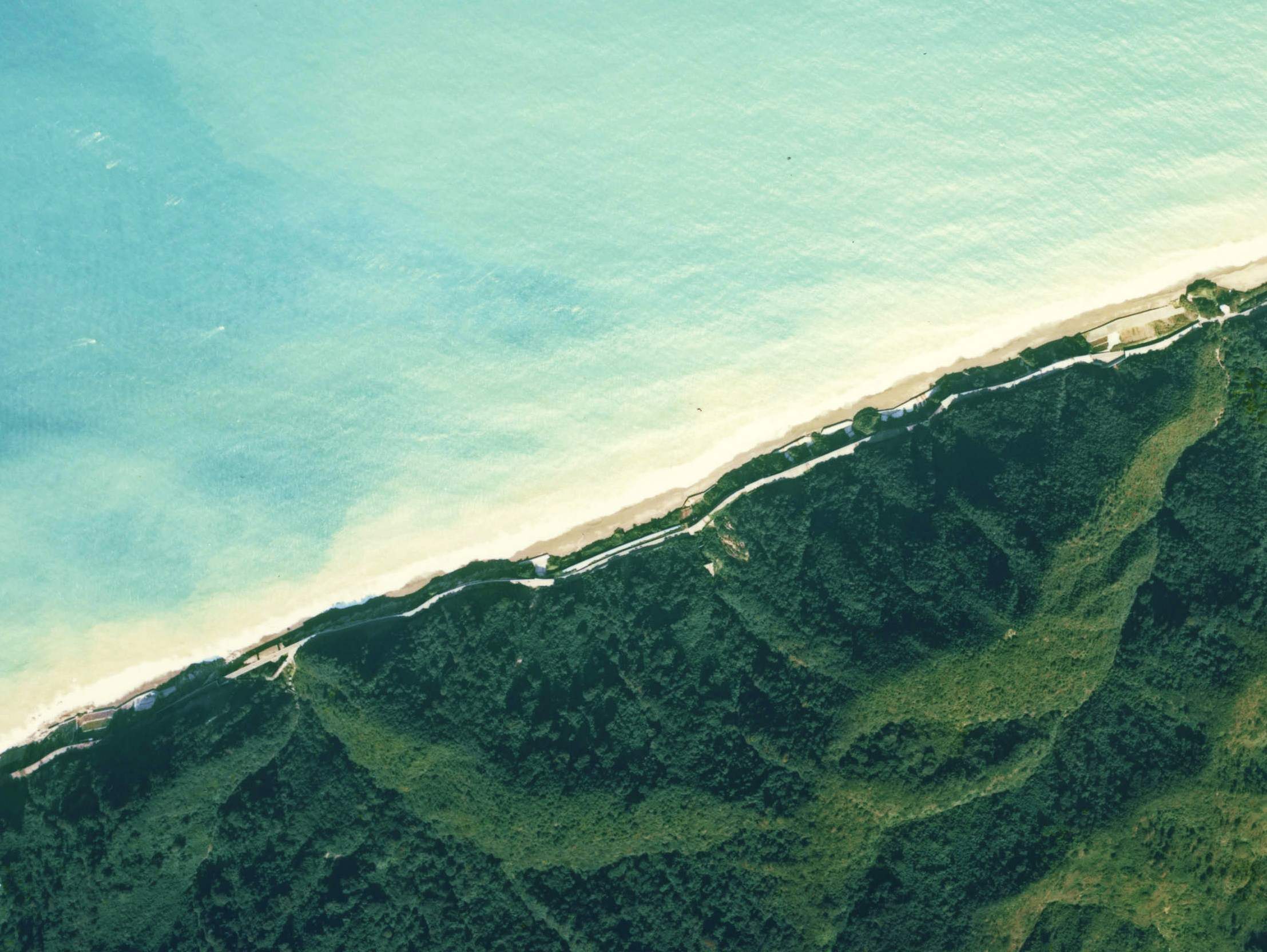
Luftaufnahme der Koshirazu-Küste, an der der Unfall geschah. Links das Japanische Meer.

Der Eisenbahnunfall von Oyashirazu (jap. 北陸線列車雪崩直撃事故, Hokuriku-sen ressha nadare chokugeki jiko, dt. „Lawinenunfall der Hokuriku-Linie“) am 3. Februar 1922 war eine Lawinenkatastrophe nahe Itoigawa in der Präfektur Niigata, Japan, bei der 90 Menschen ums Leben kamen und weitere 42 verletzt wurden.

## Ausgangslage
Am 15. Oktober 1912 war die Hokuriku-Hauptlinie der japanischen Staatsbahn mit der Inbetriebnahme des neuen Abschnitts vom Bahnhof Tomari (Präfektur Toyama) bis zum Bahnhof Ōmi verlängert worden. Die durch Oyashirazu und Koshirazu führende Bahnstrecke war eingleisig errichtet und mit Streckenblock ausgerüstet worden. Auf dem rund 23 km langen Abschnitt durchfährt die Bahn mehrere Tunnel, die aufgrund der Topografie erforderlich sind, da die Strecke entlang der japanischen Nordalpen (Hida-Gebirge) verläuft und dieses mit Steilküste zum japanischen Meer hin abrupt abfällt.
Am 27. Januar 1922 waren in der Nachbarstadt Yamatogawa bereits ca. 3 Meter, in Ōmi und Oyashirazu ca. 2,7 m Schnee gefallen. Einen Tag später fuhr sich ein Zug auf der Strecke in einer Schneeverwehung fest. Die Lokomotive blieb im Schnee stecken, ohne dass dabei Personen- oder Sachschaden entstand.
Am Unfalltag, dem 3. Februar 1922, war das Wetter nach tagelangen Schneefällen in Regenwetter umgeschlagen. Der Regen führte dazu, dass sich an dem steilen Abhang gegen 13:30 Uhr ein Schneebrett löste und die Hokuriku-Linie zwischen den Bahnhöfen Ichiburi und Oyashirazu blockierte. Lawinen dieser Art waren zwar für Bergregionen nicht ungewöhnlich, wohl aber für die Meeresküste. Da es sich um eine Hauptstrecke handelte, die auch hohe militärische Bedeutung besaß, forderten das Eisenbahnministerium – damals zugleich Generaldirektion der Bahn – und das Heeresministerium Arbeiter zum Räumen der Strecke an. Diese wurden aus lokalen Jugendorganisationen und Reservisten in nahe gelegenen Ortschaften rekrutiert. Sie wurden in Itoigawa (糸魚川町, Itoigawa-machi) zusammengezogen.

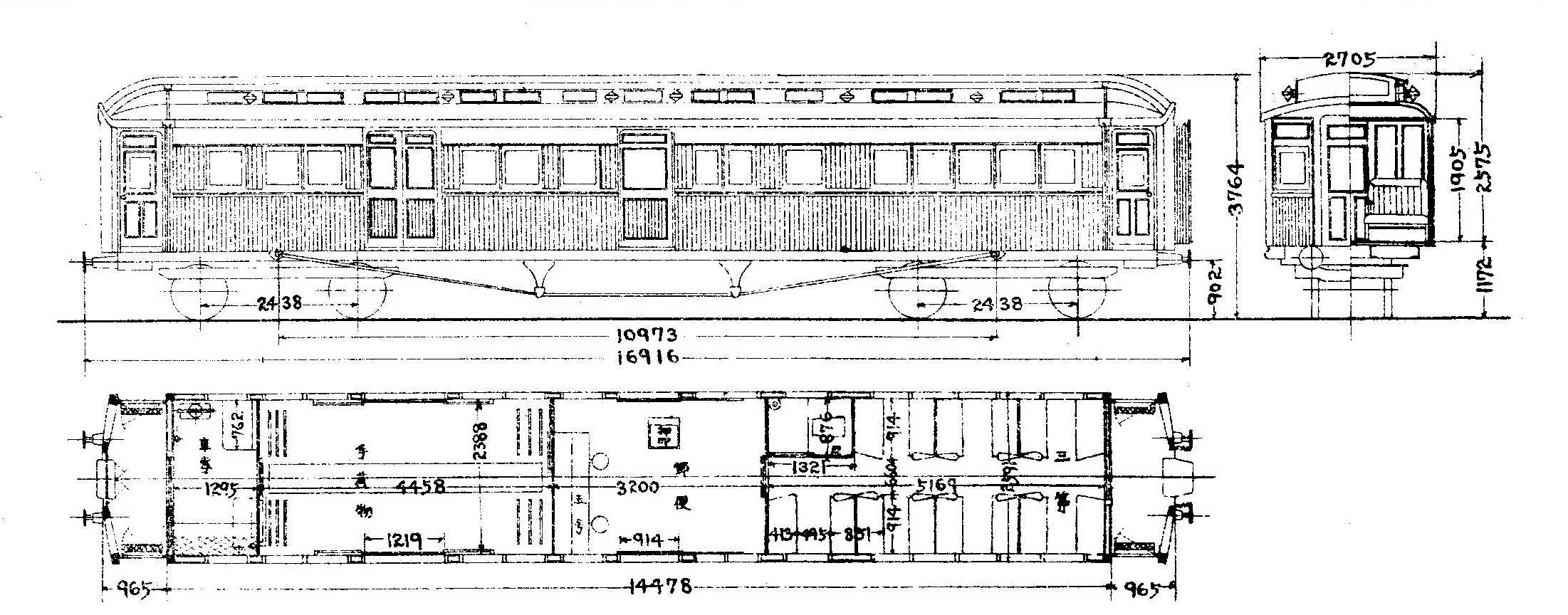
Ähnlicher Personenwagen wie die des Unfallzugs, hier Modell 8255 für Post-, Gepäck-, Güter- und Personentransport (Kürzel: hohayuni)

Die Einsatzkräfte wurden mit dem zusätzlichen Behelfszug zum Einsatz gefahren. Dieser bestand aus der Dampflokomotive 2296 (JNR-Baureihe 2260) und sechs Drehgestellwagen, ein Wagen des Typs 8777 (hohayuni), einer des Typs 7142 (hoha) und vier gewöhnliche Personenwagen der dritten Klasse: Typ 3432, 1772, 1735 und 4518. Der Behelfszug war mit etwa 200 Personen besetzt, davon sollten 150 zum Schneeräumen eingesetzt werden. Die Ausrüstung jener Zeit war spärlich für die beschwerliche Räumarbeit und bot nur unzureichend Schutz vor der Kälte: Die Arbeiter waren mit minokasa (蓑笠, Regenumhang und Hut aus Stroh) ausgestattet, das Schuhwerk war nicht wasserdicht. Mit Einbruch der Dunkelheit wurden die Räumungsarbeiten unterbrochen und die angeheuerten Hilfsarbeiter bestiegen den Behelfszug Nr. 65, der sie zurück nach Itoigawa bringen sollte.

## Unfallhergang
Der Zug näherte sich mit 20 Minuten Verspätung gegen 19:50 Uhr bei starkem Regen seinem Zielbahnhof. Als er den Fukaya-Tunnel verließ, um in den folgenden Katsuyama-Tunnel (Höhe über T.P. 328 m) einzufahren, löste sich erneut eine Lawine und traf drei Personenwagen in voller Breite. Der Aufschlag der Lawine schob die Lokomotive und den ersten Wagen in den Tunnel, beschädigte den zweiten Wagen schwer und zerstörte die Holzaufbauten des dritten und vierten Wagens vollständig. Der fünfte Wagen fuhr auf den vierten Personenwagen auf und die Wagen verkeilten sich, der letzte Wagen wurde leicht beschädigt. Geschätzt trafen ca. 6000 Kubikmeter Schnee den Zug.

## Folgen
90 Menschen, darunter ein Bahnbeamter, starben (davon 88 am Unfallort und 2 an den Folgen der erlittenen Verletzungen), weitere 42 Personen wurden verletzt.
Drei Überlebende schafften den Rückweg nach Itoigawa und überbrachten die Nachricht vom Unglück. Die örtliche Feuerwehr rückte daraufhin aus, um den Verunglückten mit einem Rettungszug zu Hilfe zu kommen. Unter den Rettern befand sich auch der Arzt Toshio Andō. Der Rettungszug kehrte am Vormittag des folgenden Tages mit Toten und Verletzten nach Itoigawa zurück. Die Toten wurden in den Tempeln Zendō und Shōgaku der umliegenden Dörfer aufgebahrt. Die Rettungstruppe wurde anschließend in zwei Gruppen aufgeteilt, eine Gruppe, die sich um die zurückgebrachten Verletzten und Toten kümmerte und eine Gruppe, die erneut zu Rettungsmaßnahmen an die Unglücksstelle zurückkehrte. Die Rettungsarbeiten an dem verschütteten Westausgang des Katsuyama Tunnels wurden mit Karbidlampen und Laternen bis in die Nacht hinein fortgesetzt. Es wird berichtet, dass im Verlauf der Rettungsarbeiten ein Helfer plötzlich Nasenbluten bekam, kurz darauf zusammenbrach und verstarb. Ein weiterer Helfer, der zu dem Zusammengebrochenen eilte, entdeckte neben diesem eine aus dem Schnee ragende Hand. So soll der Tod eines Retters, das Leben eines Verunglückten gerettet haben.
Im Bezirk Rendai-tera von Itoigawa lebten zu dieser Zeit etwa 40 Familien. Zur Jugendorganisation dieses Bezirks gehörten 16 Jugendliche, von denen 15 als Passagiere im Unglückszug waren. Von diesen 15 Jugendlichen starben bei dem Unfall 13.
Über die Herkunft des einzigen verstorbenen regulären Fahrgastes ist nichts bekannt. Er erhielt nach der Aufbahrung im Tempel eine Feuerbestattung. Das Eisenbahnministerium entsandte 1592 Helfer, die um fast die gleiche Anzahl von Helfern aus den umliegenden Dörfern ergänzt wurde. Die Hauptaufgabe der vom Eisenbahnministerium gestellten Hilfskräfte lag allerdings darin, die Betriebsfähigkeit der Strecke wiederherzustellen. Sie war bereits am 5. Februar 1922 wieder geräumt und befahrbar.
| Stadt                | Itoigawa | Nō | Yamatogawa | Isobe |
| -------------------- | -------- | -- | ---------- | ----- |
| Opferzahl (Personen) | 24       | 17 | 24         | 24    |

| Altersspanne         | 10–20 Jahre alt | 20–30 Jahre alt | 30–40 Jahre alt | 40-Jährige | 50-Jährige | 60-Jährige |
| -------------------- | --------------- | --------------- | --------------- | ---------- | ---------- | ---------- |
| Opferzahl (Personen) | 13              | 34              | 19              | 21         | 1          | 1          |

Dies war bis heute der folgenreichste Eisenbahnunfall in Japan, der durch eine Lawine ausgelöst wurde, und einer der schwersten Eisenbahnunfälle in Japan überhaupt.
Nach dem Unfall gab es eine Auseinandersetzung zwischen der Stadt Itoigawa und dem Eisenbahnministerium um eine Entschädigungszahlung, das sogenannte Trostgeld (弔慰金, chōikin). Das Ministerium vertrat zunächst den Standpunkt, dass es sich um selbstständige Arbeiter gehandelt habe, die nicht in einem Beschäftigungsverhältnis mit der Staatsbahn standen, weshalb die Bahn für Entschädigungszahlungen auch nicht zuständig sei. Kurz nach den Beerdigungsfeierlichkeiten für die Verstorbenen bot das Eisenbahnministerium jedoch in summa 200 Yen Entschädigung an. Zu jener Zeit betrug der Tageslohn eines Aushilfsarbeiters ca. 1 Yen pro Arbeitstag. Üblicherweise betrug das Trostgeld für einen angestellten Arbeiter 200 Tageslöhne, das eines Hilfsarbeiters 100 Tageslöhne. Der Vertreter der Familien der Opfer wies dieses erste Angebot zurück. Die Verhandlungen mit einem eigens aus Nagoya angereisten hohen Beamten der Eisenbahnbehörde, in denen Nakamura 2500 Yen forderte, scheiterten. Daraufhin forderte Nakamura im Verlaufe einer Sitzung des japanischen Reichstags den Eisenbahnminister Hajime Motoda direkt zu Gesprächen auf. Auf Vermittlung von Masahiro Ōda, dem Gouverneur Niigatas, einigte man sich letztlich auf die Zahlung von 2200 Yen.

## Epilog
Der Erste, der einen Gedenkstein errichtete, war der Arzt Toshio Andō(安藤 俊夫, Andō Toshio), der auch Verletzte im Verlauf der Rettungsarbeiten versorgte und für die Leichenschau zuständig war. Er stellte in Höhe des Unglücksorts an der Nationalstraße 8 einen Gedenkstein auf mit der Aufschrift: Unfallort eines großen Schneelawinenunglücks am 3. Februar Taishō 11. Der Gedenkstein wurde 1963 bei einer Reparatur an der Straße beseitigt, sein Verbleib konnte nicht geklärt werden. Bis zu seinem Tod 1968 blieb es der Wunsch Toshios das Denkmal wiederherzustellen. Andōs Sohn nahm sich dieses Wunsches an, sodass am 4. Mai 1974 ein zweites Denkmal eingeweiht wurde. Auf der Rückseite des Denkmals sind die Namen von Toshio Andō, seiner Frau und seines Sohnes eingraviert.